# 24916 Stelzhamer
24916 Stelzhamer este un asteroid din centura principală de asteroizi.

## Descriere
24916 Stelzhamer este un asteroid din centura principală de asteroizi. A fost descoperit pe 7 martie 1997 la Linz de Erich Meyer. El prezintă o orbită caracterizată de o semiaxă mare de 2,44 ua, o excentricitate de 0,11 și o înclinație de 2,4° în raport cu ecliptica.